# Монастырский, Павел Петрович
Па́вел Петро́вич Монасты́рский (21 декабря 1907 — 22 февраля 1994) — наводчик орудия 984-го зенитно-артиллерийского Сандомирского полка (10-я зенитно-артиллерийская Краснознамённая дивизия Резерва Главного Командования, 13-я армия, 1-й Украинский фронт), младший сержант, участник Великой Отечественной войны, кавалер ордена Славы трёх степеней.

## Биография
Родился 21 декабря 1907 года в селе Комаровка ныне Изюмского района Харьковской области Украины. Из семьи крестьянина. Украинец.
Образование начальное. Работал трактористом в колхозе.
В Красную армию призван в июле 1941 года Изюмским районным военкоматом Харьковской области Украинской ССР. В боях Великой Отечественной войны с сентября 1941 года. Служил в малокалиберной зенитной артиллерии. Участник Сталинградской битвы. Стал одним из лучших наводчиков полка.
При отражении налётов авиации противника 2 и 24 августа 1943 года на позиции советских войск сбил 2 немецких самолёта и ещё 1 повредил. Награждён за это своей первой наградой – орденом Красной Звезды.
Наводчик орудия 984-го зенитно-артиллерийского полка (10-я зенитно-артиллерийская дивизия, 13-я армия, 1-й Украинский фронт) ефрейтор Монастырский Павел Петрович геройски сражался в Киевской оборонительной операции. 10 декабря 1943 года зенитчики участвовали в отражении танков и пехоты противника у села Бехи (Коростенский район), Житомирская область, Украинская ССР). В этом бою вступил в бой с немецким танком и заставил его экипаж бежать с поля боя. Метким огнём истребил 23 гитлеровца. Когда поступил приказ на отход, орудие Монастырского было оставлено прикрывать отход, вёл огонь по противнику до последнего снаряда и только после выполнения приказа с расчётом отошёл с позиции.
За образцовое выполнение боевых заданий Командования на фронте борьбы с немецкими захватчиками и проявленные при этом доблесть и мужество приказом частям 10-й зенитно-артиллерийской дивизии № 01/н от 3 февраля 1944 года ефрейтор Монастырский Павел Петрович награждён орденом Славы 3-й степени. Член ВКП(б)/КПСС с сентября 1944 года.
Наводчик орудия 984-го зенитно-артиллерийского (подчинённость та же) младший сержант Монастырский Павел Петрович проявил исключительную доблесть в начале Висло-Одерской наступательной операции. Когда при прорыве советскими войсками обороны врага против Сандомирского плацдарма фронт врага был рассечён, 14 и 15 января 1945 года часть попавших в окружение на передовых позициях немецких войск предприняла попытку вырваться из кольца в районе населённого пункта Халупки (ныне в составе Силезского воеводства, Польша). На их пути первоначально оказались одни зенитчики. В жестоком бою уничтожил 1 танк и 3 бронетранспортёра. Орудие было разбито прямым попаданием снаряда, сам младший сержант Монастырский был ранен. Не покинул позицию, присоединился к другому расчёту взамен выбывшего номера и продолжал вести бой в его составе.
За образцовое выполнение боевых заданий Командования на фронте борьбы с немецкими захватчиками и проявленные при этом доблесть и мужество приказом войскам 13-й армии № 78/н от 14 марта 1945 года младший сержант Монастырский Павел Петрович награждён орденом Славы 2-й степени.
Заместитель командира орудия 984-го зенитно-артиллерийского (подчинённость та же) младший сержант Монастырский Павел Петрович 13 января 1945 года близ того же населённого пункта Халупки обнаружил немецкий самолёт-разведчик FW-190. Немецкий лётчик снижался над оврагами и другими потенциальными местами укрытия войск на высоту до 10 – 30 метров. Изготовив орудие к стрельбе на такой высоте (хотя это не предусматривалось никакими наставлениями) с минимальным углом возвышения, «подловил» удобный момент и сбил самолёт первыми выстрелами.
За образцовое выполнение боевых заданий Командования на фронте борьбы с немецкими захватчиками и проявленные при этом доблесть и мужество приказом войскам 13-й армии № 102/н от 26 марта 1945 года младший сержант Монастырский Павел Петрович награждён орденом Славы 2-й степени. Указом Президиума Верховного Совета СССР  от 10 ноября 1970 года был перенаграждён орденом Славы 1-й степени, став полным кавалером ордена Славы.
В октябре 1945 года был демобилизован. Вернулся в родное село. Работал слесарем зерноочистительных машин в колхозе «Красный Оскол».
Умер 22 февраля 1994 года. Похоронен в селе Комаровка Изюмский район, Харьковская область Украина.

## Награды
- Орден Ленина (11.08.1944)[3];
- Орден Отечественной войны I степени (11.03.1985)[4]
- Орден Красной Звезды (5.09.1943)[5];
- Полный кавалер ордена Славы:
  - орден Славы I степени перенаграждён (10.11.1970)[6];
  - орден Славы II степени (14.03.1945)[7];
  - орден Славы III степени (01.02.1944)[8];
- медали, в том числе:
  - «За оборону Сталинграда» (30.09.1944)[9];
  - «В ознаменование 100-летия со дня рождения Владимира Ильича Ленина» (6 апреля 1970)
  - «За победу над Германией» (9 мая 1945[10])[9];
  - «20 лет Победы в Великой Отечественной войне 1941—1945 гг.» (7 мая 1965[11])
  - «За доблестный труд в Великой Отечественной войне 1941–1945 гг.» (5.04.1970)[9];
  - «30 лет Победы в Великой Отечественной войне 1941—1945 гг.»[12]
  - 40 лет Победы в Великой Отечественной войне 1941—1945 гг.[13]
  - «30 лет Советской Армии и Флота»[14]
  - «40 лет Вооружённых Сил СССР»[15]
  - «50 лет Вооружённых Сил СССР» (26 декабря 1967[16])
- Знак «25 лет победы в Великой Отечественной войне» (1970)

## Память
- На могиле установлен надгробный памятник
- Его имя увековечено в Главном Храме Вооружённых сил России, и навсегда запечатлено на мемориале «Дорога памяти»